# بخش لوگانو
بخش لوگنو یکی از بخشهای تیسینو  در کشور سوئیس است.